# André Vauquelin de La Rivière
André Vauquelin de La Rivière est un homme politique français né le 18 février 1747 à Pipriac (Ille-et-Vilaine) et mort le 2 mai 1826 à Vannes.

## Biographie
Fils d'André Vauquelin, avocat à la cour, sénéchal de Pipriac et de la baronnie de Bossac, et de Jeanne François Bouvais.
Propriétaire à Rennes, il est député d'Ille-et-Vilaine de 1815 à 1822, siégeant à droite, avec les soutiens de la Restauration.
Marié avec Jeanne Gouëzel, il est le grand-père de Joseph Le Mélorel de La Haichois.

## Sources
- « André Vauquelin de La Rivière », dans Adolphe Robert et Gaston Cougny, Dictionnaire des parlementaires français, Edgar Bourloton, 1889-1891 [détail de l’édition]